# La Fée Urgèle

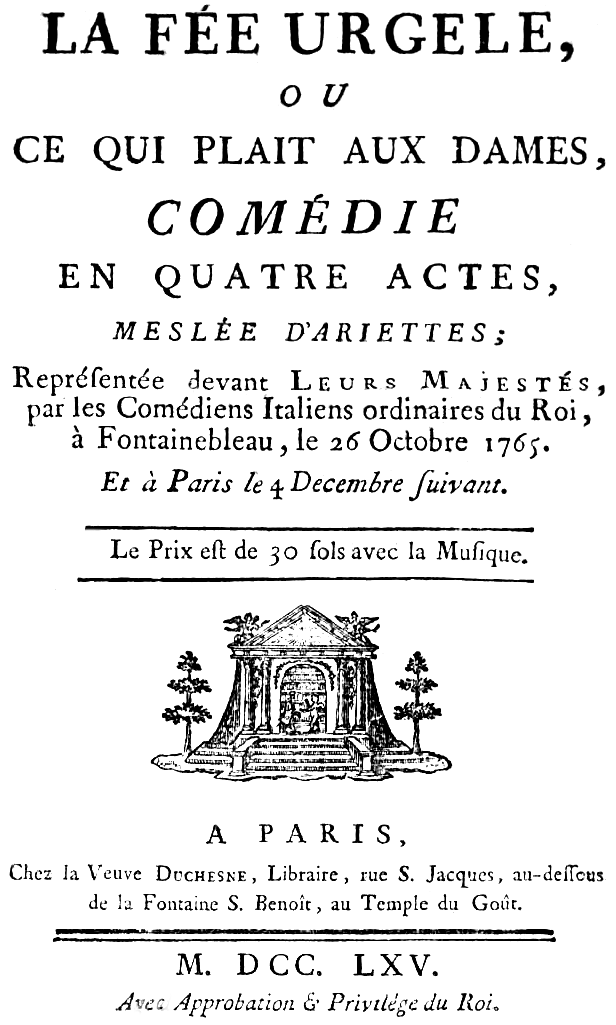
Libretto

La Fée Urgèle ou Ce qui plaît aux dames est un opéra-comique en 4 actes de Charles-Simon Favart, musique de Duni, représenté pour la première fois par les Comédiens-Italiens au château de Fontainebleau le 26 octobre 1765, puis à la Comédie-Italienne de Paris le 4 décembre suivant.
Il est inspiré de Ce qui plaît aux dames, conte de Voltaire, et du Conte de la Bourgeoise de Bath de Geoffrey Chaucer.
Le décor médiéval élaboré a coûté la somme de 20 000 livres selon la Correspondance littéraire de Melchior Grimm. La pièce a été jouée plus d'une centaine de fois dans les années suivantes, ouvrant la voie à d'autres opéras médiévaux, tels qu'Aucassin et Nicolette (1780) et Richard Cœur-de-Lion (1784) de Sedaine et Grétry.

## Sources
- (it) Amadeus Online.
- (en) Elisabeth Cook, La Fée Urgèle dans The New Grove Dictionary of Opera, Stanley Sadie, Londres, 1992  (ISBN 0-333-73432-7).